# بيت بجاش (قفل شمر)

تعديل مصدري - تعديل

بيت بجاش هي إحدى قرى عزلة شمرين بمديرية قفل شمر التابعة لمحافظة حجة، بلغ تعداد سكانها 271 نسمة حسب تعداد اليمن لعام 2004.